# Campylium chrysophyllum
Campylium chrysophyllum (Echtes Goldschlafmoos) ist eine Laubmoos-Art aus der Familie Amblystegiaceae.

## Merkmale
Campylium chrysophyllum bildet lockere, oft goldbraune, glänzende Rasen. Die eher zarten Pflanzen mit kriechendem bis aufsteigendem Stämmchen sind meist unregelmäßig verzweigt. Die trocken und feucht immer aufrecht bis sparrig abstehenden Blätter sind aus der breit herzförmigen Blattbasis lang zugespitzt. Die Blattränder sind flach und ganzrandig oder am Blattgrund etwas gezähnelt. Die Blattrippe ist gewöhnlich einfach und reicht etwa bis zur Blattmitte, seltener ist sie doppelt und nur kurz. Astblätter sind etwas kleiner als Stämmchenblätter. Die Blattzellen der Blattmitte sind 6 bis 8 µm breit und 4- bis 8-mal so lang wie breit, die der Blattecken sind etwa 10 µm groß und annähernd quadratisch.
Das Moos ist diözisch und fruchtet selten. Die Seta ist 2,0 bis 2,5 Zentimeter lang und rot, die Sporenkapsel fast zylindrisch, wenig gekrümmt und unter der Mündung zusammengezogen, der Deckel stumpf gespitzt. Die fein gekörnelten Sporen sind 10 bis 15 µm groß.

## Verbreitung und Standortansprüche
Campylium chrysophyllum kommt in der nördlichen Hemisphäre in Europa, Asien (ausgenommen Südostasien), in Nordafrika und von Nordamerika bis zum nordwestlichen Südamerika vor. In den Kalkgebieten Mitteleuropas ist es ziemlich verbreitet, wenn auch nicht häufig, in Norddeutschland dagegen selten.
Es wächst auf mäßig trockener, offener, kalkreicher Erde oder seltener auf Kalkgestein an sonnigen oder halbschattigen Orten, besonders in Halbtrockenrasen oder in lichten, steinigen Wäldern. Standorte in kalkreichen Sümpfen und Mooren sind eine seltene Ausnahme.